# 17640 Mount Stromlo
17640 Mount Stromlo este un asteroid care intersectează orbita planetei Marte.

## Descriere
17640 Mount Stromlo este un asteroid care intersectează orbita planetei Marte. El prezintă o orbită caracterizată de o semiaxă mare de 2,32 ua, o excentricitate de 0,35 și o înclinație de 25,4° în raport cu ecliptica.